# 26e brigade d'artillerie
Pour les articles homonymes, voir 26e brigade.
Pour la 26e brigade d'artillerie de l'Empire allemand, voir 26e division d'infanterie.
La 26e brigade d'artillerie, de son nom complet la 26e brigade d'artillerie nommée d'après le général Roman Dachkevitch (en ukrainien : 26-та артилерійська бригада імені генерал-хорунжого Романа Дашкевича, abrégé en 26 АБр ; numéro d'unité militaire А3091), est une grande unité des troupes d'artillerie des Forces terrestres ukrainiennes. Elle est basée en temps de paix à Berdytchiv.

## Historique

### Division soviétique
La filiation de l'unité remonte à la 117e division de fusiliers de la Garde, qui a combattu lors de la Seconde Guerre mondiale. Elle est formée en octobre 1943 à partir de trois brigades d'infanterie, elle participe notamment à la libération de Berditchev en janvier 1944 et reçoit le titre honorifique Бердичевская (de Berditchev).
Installée à Berditchev, elle est renommée 32e division mécanisée de la Garde en août 1945 puis 41e division de chars de la Garde en 1957. En janvier 1965, elle retrouve son numéro avec le nom de 117e division de chars de la Garde. Devenue en novembre 1968 une unité-cadre (en sous-effectif) sous le nom de 117e division de chars d'entrainement, elle est renommée en septembre 1987 119e centre d'entraînement de la Garde.

### Brigade ukrainienne
Le centre devient ukrainien le 3 janvier 1992 ; il est dissous pour former la 62e brigade mécanisée en décembre 2000, puis le 30 octobre 2004 cette unité d'infanterie mécanisée est transformée en 26e brigade d'artillerie, récupérant plusieurs unités d'artillerie du 8e corps d'armée.

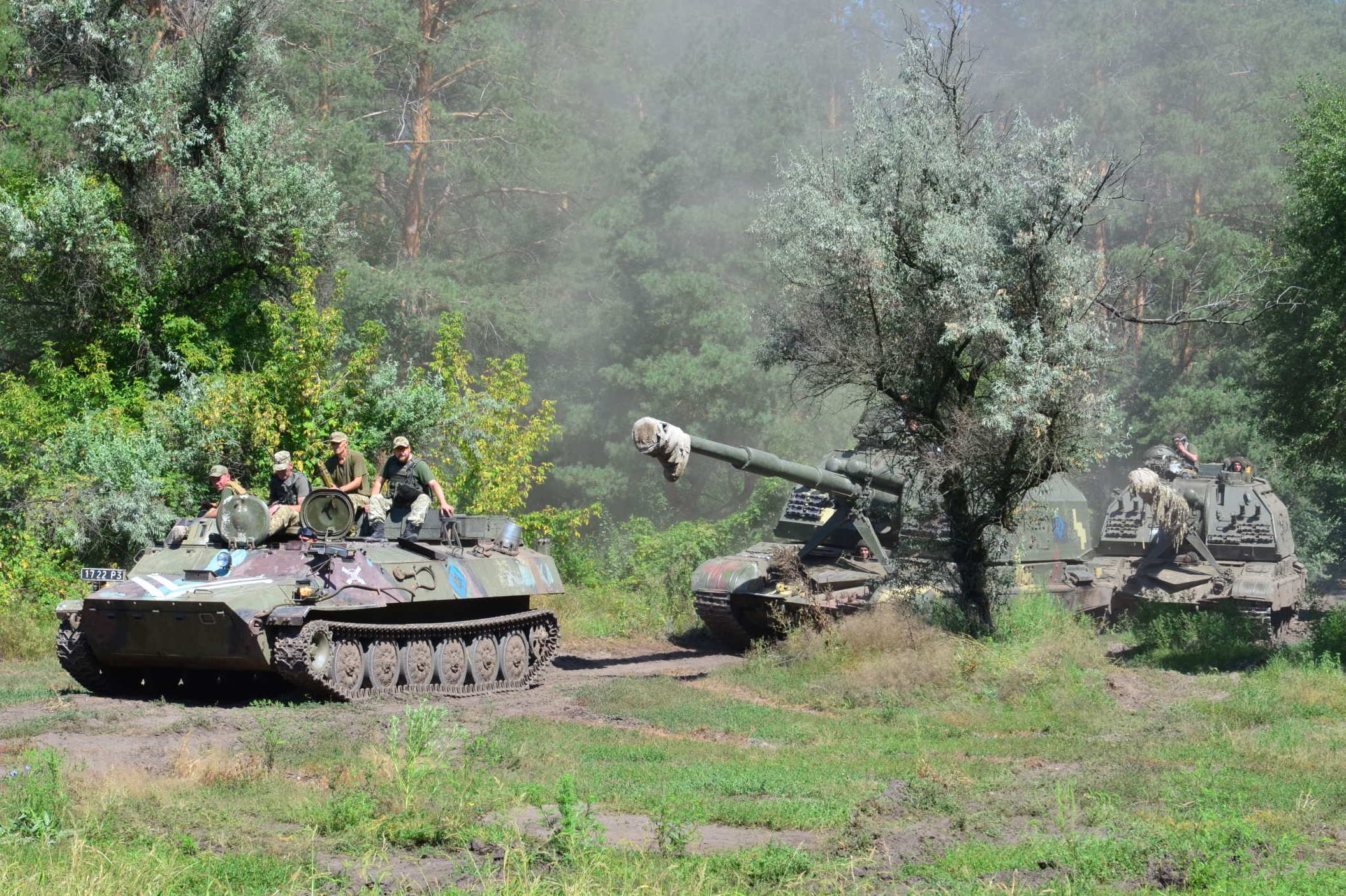
Entrainement de 2018 avec des pièces 2S19 Msta-S et MT-LB.

Dans le cadre de la décommunisation de 2015, sont retirés de la titulature de la brigade tous les titres honorifiques hérités de la période soviétique (de la Garde, Berdichevskaïa et de l'ordre de Bogdan Khmelnitski). En 2019, la brigade reçoit le nom honorifique du général Roman Dachkevitch, fondateur de l'artillerie de l'Armée populaire ukrainienne en 1917. 

#### Invasion russe de l'Ukraine
Au début du conflit, des unités de la 26e brigade couvrent les unités ukrainiennes dans le Donbass sur les front de Sloviansk et Sievierodonetsk. Le 22 mai 2022, la brigade reçoit la distinction Pour le Courage et la Bravoure. Au début de septembre 2023, la brigade est localisée au nord de Bakhmout, un peu en arrière du front, entre Sloviansk et le saillant de Siversk, avec sa 5e division détachée à la frontière avec l'oblast de Belgorod.

## Structure

### Ordre de bataille
.
- État-major de la brigade[8] ;
  - 
    -  Compagnie de protection du QG ;
    -  unité de recrutement[9] ;

  -  1er bataillon d'artillerie (trois batteries de 2S19 Msta-S) ;
  -  2e bataillon d'artillerie (trois batteries de 2S19 Msta-S) ;
  -  3e bataillon d'artillerie (trois batteries de 2S5 Guiatsint-S) ;
  -  bataillon antichar (deux batteries de canons MT-12 Rapira et une de missiles 9K114 Chtourm) ;
  -  14e bataillon de garde de ligne (батальйон охорони, « bataillon de protection », ex 14e bataillon de défense territoriale « Tcherkassy » formé en 2014, intégré à la brigade en 2017)
  -  bataillon de reconnaissance d'artillerie
  -  compagnie de du génie (pour la préparation des positions de tir) ;
  -  compagnie de logistique
  -  compagnie de maintenance
  -  compagnie de transmissions ;
  -  compagnie de guerre électronique (radar)
  -  compagnie médicale (soins et évacuation) ;
  -  compagnie de protection NRBC

### Matériel
Jusqu'en 2022, la brigade est équipée de 2S5 (qui ne sont pas blindés) ainsi que d'artillerie automoteur 2S9 Msta et artillerie tractée 2A36 Guiatsint-B. Ils sont ensuite complétés ou remplacés par des PzH 2000 livrés par l'Allemagne et des AHS Krab livrés par la Pologne, les 2S19 Msta-S restant en dotation.